# توماس أوبي
توماس أوبي (بالإنجليزية: Thomas Obi) هو واثب حواجز ‏ نيجيري، ولد في 1932.

## وصلات خارجية
- توماس أوبي على موقع أوليمبيديا (الإنجليزية)
- توماس أوبي على موقع اتحاد ألعاب الكومنولث (مؤرشف) (الإنجليزية)